# Гречишкинська сільська рада
| Гречишкинська сільська рада — колишній орган місцевого самоврядування у Новоайдарському районі Луганської області з адміністративним центром у с. Гречишкине. Історична дата утворення: в 1920 році. Сільській раді були підпорядковані населені пункти: - с. Гречишкине - с. Безгинове - с. Окнине - с. Путилине |

## Склад ради
Рада складалася з 16 депутатів та голови.

### Керівний склад ради
| ПІБ                 | Основні відомості                                                         | Дата обрання | Дата звільнення |
| ------------------- | ------------------------------------------------------------------------- | ------------ | --------------- |
| Ларін Іван Іванович | Сільський голова, 1949 року народження, освіта, безпартійний              | 26.03.2006   | 31.10.2010      |
| Ларін Іван Іванович | Сільський голова, 1949 року народження, освіта вища, член Партії регіонів | 31.10.2010   |                 |

Примітка: таблиця складена за даними джерела